# Bolide (motorfiets)
Bolide is een historisch Frans motorfietsmerk.
De bedrijfsnaam was: Ets. Cycles & Moteurs Bolide, Pantin.
Bolide was een Franse fietsenfabriek die van 1902 tot aan het uitbreken van de Eerste Wereldoorlog ook motorfietsen maakte met een eigen 1½pk-motorblok.

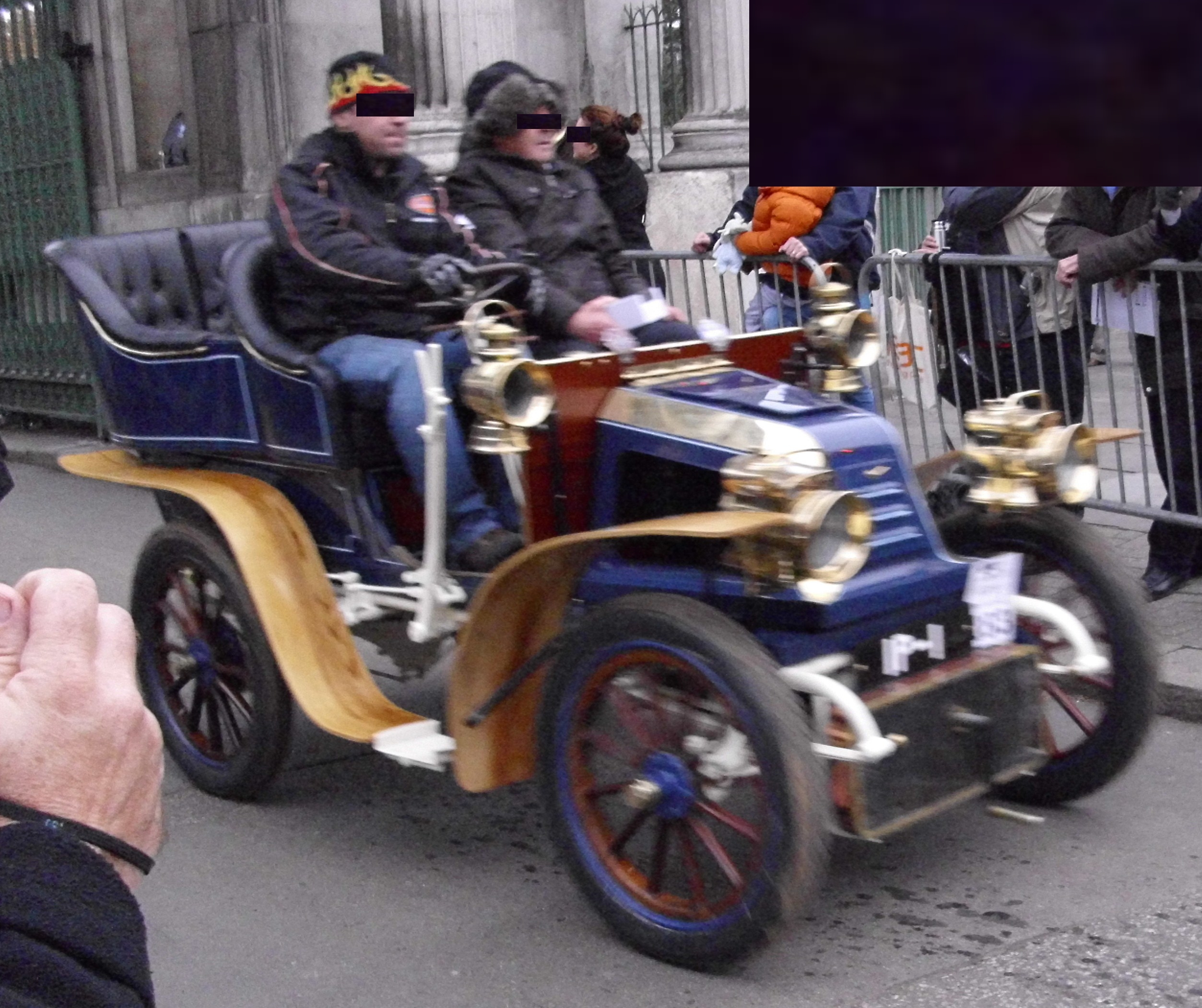
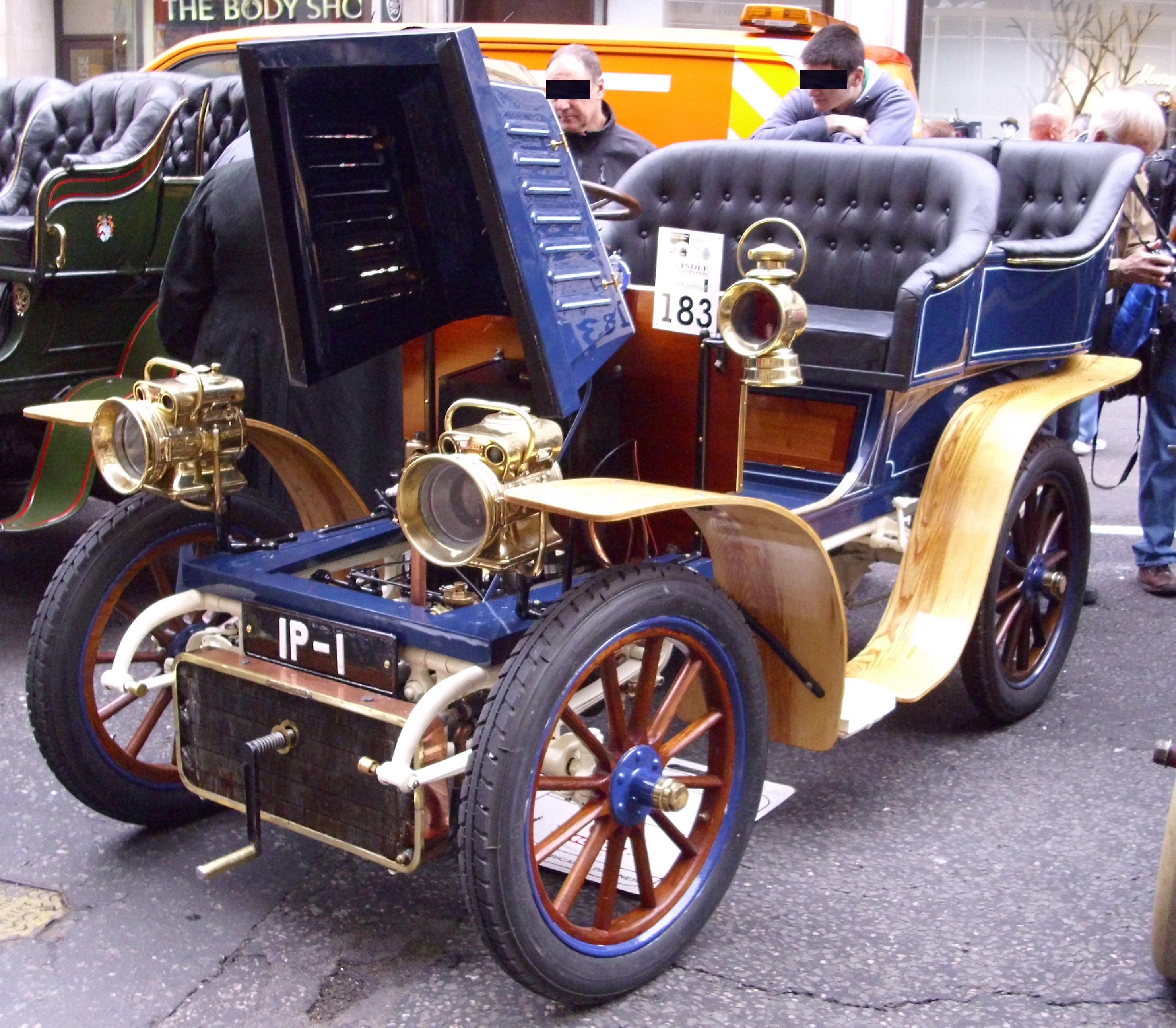
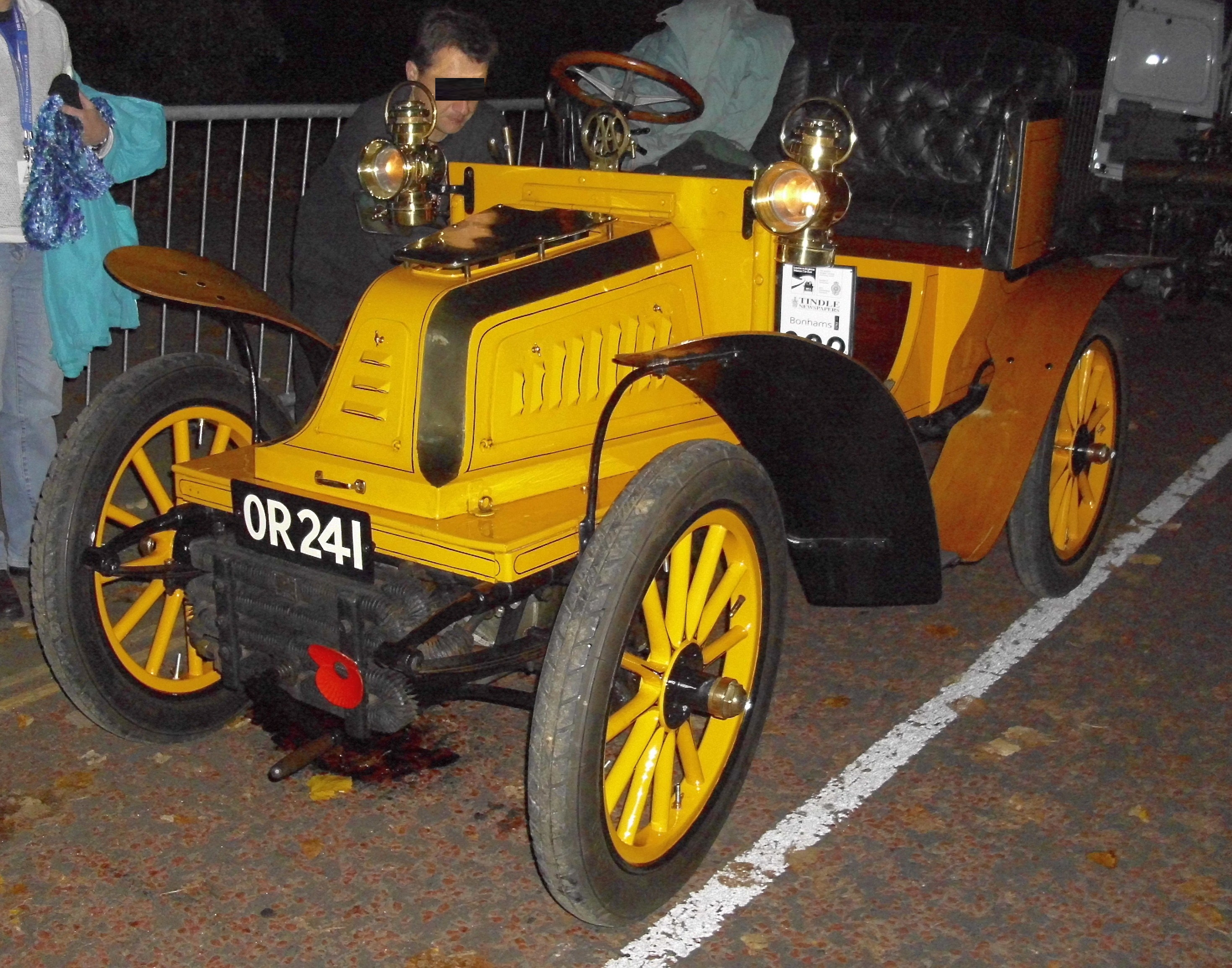